# Stazione dell'Aquila
La stazione dell'Aquila è la principale stazione ferroviaria dell'Aquila. È posta sulla linea ferroviaria Terni-Sulmona ed è gestita da Rete Ferroviaria Italiana che la classifica come Silver.

## Storia

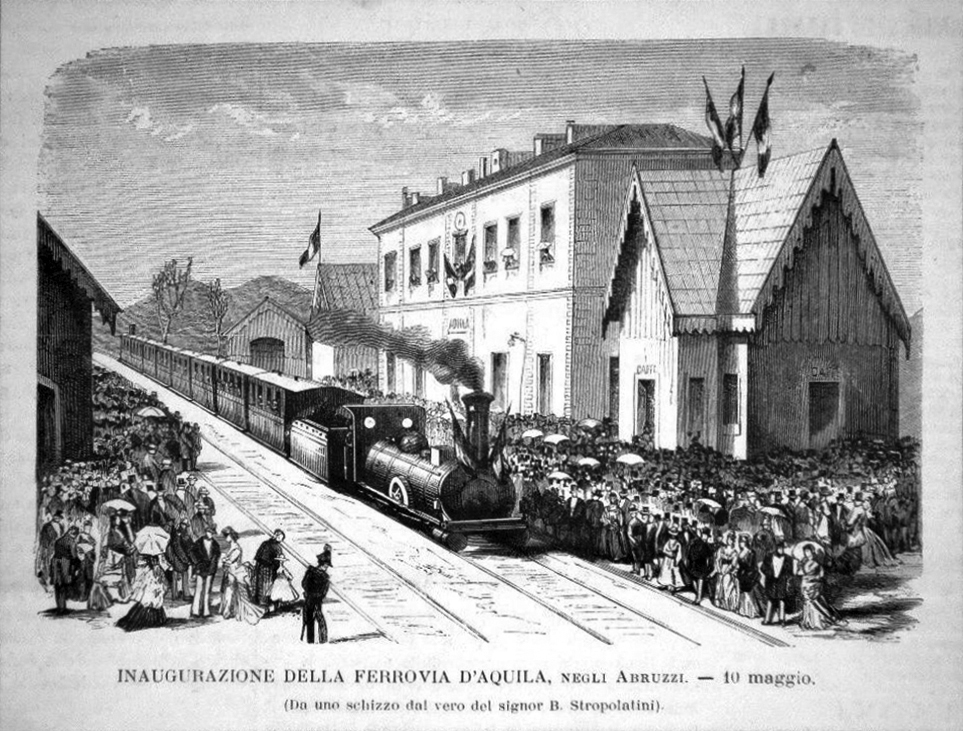
L'inaugurazione della stazione nel 1875.

La stazione dell'Aquila venne costruita dalla Società Italiana per le strade ferrate meridionali e inaugurata il 10 maggio 1875 in seguito all'apertura all'esercizio ferroviario dell'allora strategica ferrovia di collegamento con Castellammare Adriatico (oggi Pescara), importante nodo della Ferrovia Adriatica.
Fino al 28 ottobre 1883, data di entrata in funzione del proseguimento per Rieti e Terni, svolse le funzioni di capolinea terminale, divenendo poi stazione passante. Inoltre, fino al 1940 era denominata "Aquila degli Abruzzi".
La stazione era situata all'esterno della cinta muraria, in corrispondenza di una porta di nuova realizzazione denominata Porta della Stazione. Nei primi anni dopo l'apertura si svolse un servizio di trasporto con la città mediante omnibus; nel 1909, grazie anche all'interesse del senatore Gennaro Manna, venne realizzata una rete filoviaria sperimentale — tra le prime nell'Italia meridionale — che consentiva un collegamento diretto con la città ed era gestito dalla società locale Chiodi & Capranica. La filovia venne poi dismessa nel 1924 e sostituita da autolinee.
Fra il 1922 e il 1935 fu affiancata dalla stazione SIA, capolinea dell'effimera linea per Capitignano, che avrebbe dovuto collegare L'Aquila con Teramo; il progetto tuttavia non fu mai realizzato e anche questa tratta venne dismessa poco dopo. Era anche in progetto di collegare Roma con la Roma-Pescara la cui stazione di partenza doveva essere a Carsoli, ma anche questo progetto non fu mai realizzato.
La seconda guerra mondiale portò alla devastazione degli impianti ferroviari: l'8 dicembre 1943 gli aerei alleati bombardarono la stazione e la vicina officina carte-valori della Banca d'Italia mietendo centinaia di vittime civili e militari. Il fabbricato viaggiatori fu ricostruito nel 1951 su progetto dell'architetto Roberto Narducci.
La stazione ha visto decrescere la sua importanza in seguito all'aumento del traffico su strada, soprattutto dopo l'entrata in funzione dell'autostrada Roma-L'Aquila, culminando con la soppressione nel 1987 del direttissimo Freccia del Gran Sasso, il collegamento diretto con Roma.
Tra il 1986 e il 1988 la circolazione dei treni nella stazione fu temporaneamente interrotta per permettere l'esecuzione di un esteso intervento di sminamento, teso alla completa bonifica del piazzale dagli ordigni bellici risalenti alla seconda guerra mondiale (che più volte erano emersi durante semplici lavori di manutenzione), che portò all'estrazione di circa duecento bombe.
La stazione ha subito lievi danneggiamenti dal terremoto che ha colpito duramente L'Aquila nel 2009, rientrando però in funzione qualche giorno dopo l'evento sismico. Nel 2010 sono stati effettuati degli interventi di riqualificazione.
Nel 2016, nel contesto dell'imminente attivazione di un servizio ferroviario urbano, sono stati effettuati nuovi interventi alla stazione, con la realizzazione di un sottopasso di collegamento tra i binari, la costruzione di pensiline su tutti i marciapiedi e il loro adeguamento all'altezza di 55 cm, la definitiva dismissione dello scalo merci, l'eliminazione di uno dei cinque binari e la dismissione di locali tecnici da destinare ad attività commerciali.

## Strutture e impianti

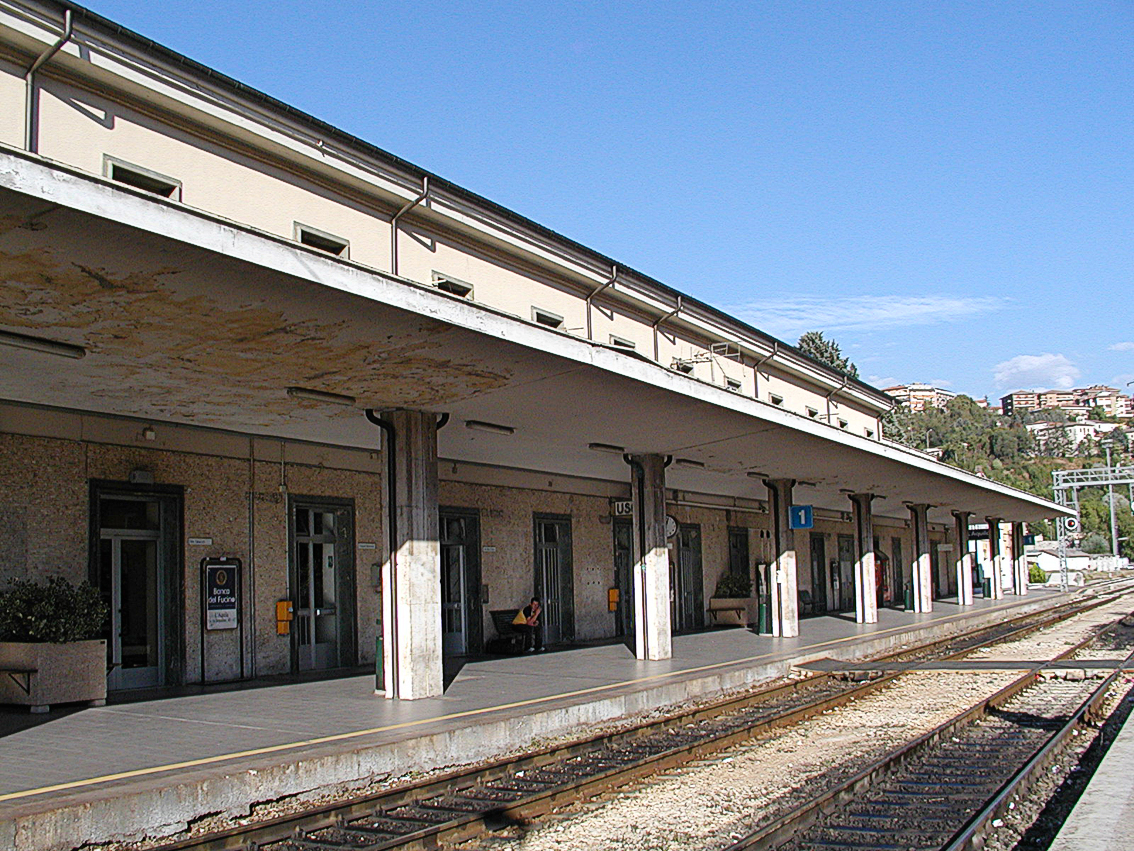
La stazione lato binari

La stazione dell'Aquila è stata sede del Dirigente Centrale Operativo dell'intera linea da quando fu adottato il Controllo Centralizzato del Traffico (alla fine degli anni Ottanta) fino al settembre 2017, quando è stato spostato a Pescara. Nell'ambito della stazione è presente una rimessa locomotive.
La struttura è ubicata appena fuori le mura dell'Aquila, a sud-ovest del centro storico del capoluogo abruzzese e non molto distante dal rione di Borgo Rivera e da siti d'interesse turistico come la fontana delle 99 cannelle. Nelle sue vicinanze è inoltre presente una importante zona commerciale e industriale.

## Movimento
Fino al 2008 alla stazione fermavano tutti i treni in transito da Terni a Sulmona o viceversa. Con il riassetto della linea avvenuto nel 2008 il tratto Terni-L'Aquila è stato separato da quello L'Aquila-Sulmona e subappaltato da Trenitalia a Ferrovia Centrale Umbra (oggi Umbria Mobilità), e la stazione è divenuta il capolinea dei treni regionali provenienti da (o diretti a) Sulmona e Terni. Nell'inverno 2022 la società Trasporto Unico Abruzzese ha istituito un collegamento diretto con Pescara e Lanciano, collegando L'Aquila alla Costa dei Trabocchi.

## Servizi
La stazione dispone di:
- Biglietteria a sportello
- Biglietteria self-service
- Sala d'attesa
- Servizi igienici
- Bar

## Interscambi
- Fermata autobus
- Stazione taxi